# Bãi Núi Cầu
Bãi Núi Cầu là một rạn san hô vòng chìm ngập dưới nước, thuộc cụm Song Tử của quần đảo Trường Sa. Rạn vòng này nằm cách rạn Nguy Hiểm phía Bắc (tiếng Anh: North Danger Reef) khoảng 13 hải lý (24 km) về phía đông. Một kênh nước rộng 2 hải lý (3,7 km) ngăn cách bãi Núi Cầu với bãi Đinh Ba gần đó.
Bãi Núi Cầu là đối tượng tranh chấp giữa Việt Nam, Đài Loan, Philippines và Trung Quốc. Hiện chưa rõ nước nào thực sự kiểm soát rạn vòng này.
- Tên gọi: bãi Núi Cầu; tiếng Anh: Lys Shoal; tiếng Filipino: Bisugo; tiếng Trung: 乐斯暗沙; bính âm: Lèsī Ànshā, Hán Việt: Lạc Tư ám sa.
- Đặc điểm: bãi có đường kính khoảng 5 hải lý (9,3 km)[1] và sâu tối thiểu là 4,9 m.[2]

## Hình ảnh
| Đá Bắc Đảo Song Tử Đông Đảo Song Tử Tây Đá Nam Bãi Núi Cầu Bãi Đinh Ba Ảnh Chụp vệ tinh bãi Núi Cầu và các thực thể thuộc Cụm Song Tử (nguồn: NASA). |